# Sukatani (Cilamaya Wetan)
Sukatani is een bestuurslaag in het regentschap Karawang van de provincie West-Java, Indonesië. Sukatani telt 7884 inwoners (volkstelling 2010).